# Gewog di Thrimshing
Il gewog di Thrimshing è uno dei quindici raggruppamenti di villaggi del distretto di Trashigang, nella regione Orientale, in Bhutan.